# Championnat des Pays-Bas masculin de handball 2015-2016
Navigation
Lotto Eredvisie 2014-2015 Lotto Eredvisie 2016-2017
La saison 2015-2016 du Championnat des Pays-Bas masculin de handball est la 66e saison de la plus haute division belge de handball. La première phase du championnat la phase classique, est suivie des Play-offs et des Play-downs.
Cette édition fut remportée par l'OCI Limburg Lions Geleen, qui conserve son titre de champion, les Lions remportent cette édition au détriment de l'autre formation limbourgeoise de la compétition du Targos Bevo HC, une finale remporté au meilleur des trois.
Après Bevo et les Lions, les quatre équipes se classant de la 3e place la 6e place, c'est-à-dire le JMS Hurry-Up Zwartemeer, le HV Fiqas Aalsmeer, le HV KRAS/Volendam et le HV Quintus représenteront les Pays-Bas lors de la prochaine BeNe League.
Terminant dernier des Play-downs, le Hellas La Haye se sauve en gagnant le match contre la relégation face au champion de division deux, son voisin du WHC Den Haag.

## Compétition

### Saison régulière

#### Classement
|    | Équipe                      | Pts | J  | G  | N | P  | Bp  | Bc  | Diff |
| -- | --------------------------- | --- | -- | -- | - | -- | --- | --- | ---- |
| 1  | JMS Hurry-Up Zwartemeer     | 33  | 18 | 16 | 1 | 1  | 625 | 435 | 190  |
| 2  | HV Quintus                  | 25  | 18 | 12 | 1 | 5  | 446 | 410 | 36   |
| 3  | Emmen en Omgeving           | 23  | 18 | 10 | 3 | 5  | 477 | 455 | 22   |
| 4  | HV Tachos Waalwijk          | 22  | 18 | 10 | 2 | 6  | 490 | 451 | 39   |
| 5  | Handbal Houten              | 19  | 18 | 9  | 1 | 8  | 449 | 442 | 7    |
| 6  | RKSV Hercules               | 17  | 18 | 7  | 3 | 8  | 441 | 467 | -26  |
| 7  | OCI Limburg Lions Geleen II | 15  | 18 | 7  | 1 | 10 | 453 | 490 | -37  |
| 8  | Swift Arnhem                | 10  | 18 | 4  | 2 | 12 | 435 | 496 | -61  |
| 9  | Hellas La Haye              | 10  | 18 | 4  | 2 | 12 | 376 | 470 | -94  |
| 10 | HandbaL Venlo               | 6   | 18 | 2  | 2 | 14 | 430 | 507 | -77  |

|  | Qualification pour les Play-offs  |
|  | Qualification pour les Play-downs |

### Play-offs

#### Classement
|   | Équipe                   | Pts | J  | G  | N | P  | Bp  | Bc  | Diff |
| - | ------------------------ | --- | -- | -- | - | -- | --- | --- | ---- |
| 1 | OCI Limburg Lions Geleen | 26  | 14 | 13 | 0 | 1  | 469 | 326 | 143  |
| 2 | Targos Bevo HC           | 25  | 14 | 12 | 1 | 1  | 428 | 328 | 100  |
| 3 | JMS Hurry-Up Zwartemeer  | 18  | 14 | 9  | 0 | 5  | 423 | 405 | 18   |
| 4 | HV Fiqas Aalsmeer        | 16  | 14 | 8  | 0 | 6  | 355 | 336 | 19   |
| 5 | HV KRAS/Volendam         | 13  | 14 | 6  | 1 | 7  | 413 | 398 | 15   |
| 6 | HV Quintus               | 7   | 14 | 3  | 1 | 10 | 337 | 398 | -61  |
| 7 | Emmen en Omgeving        | 5   | 14 | 2  | 1 | 11 | 322 | 432 | -110 |
| 8 | HV Tachos Waalwijk       | 2   | 14 | 1  | 0 | 13 | 321 | 445 | -124 |

|  | Qualification pour la finale du championnat et la BeNe League 2016-2017 |
|  | Qualification pour la BeNe League 2016-2017                             |

#### Finale
| 22 mai 2016 | OCI Limburg Lions Geleen | 34 - 19 | Targos Bevo HC | Fitland XL Sittard, Sittard-Geleen |

| 21 mai 2016 | Targos Bevo HC | 24 - 19 | OCI Limburg Lions Geleen | De Heuf, Peel en Maas |

| 5 juin 2016 | OCI Limburg Lions Geleen | 28 - 26 | Targos Bevo HC | Fitland XL Sittard, Sittard-Geleen |

- OCI Limburg Lions Geleen 2 - 1 Targos Bevo HC

#### Champion
| Champion des Pays-Bas de handball 2015-2016 OCI Limburg Lions Geleen 2e titre |

### Play-downs

#### Classement
|    | Équipe                      | Pts | J  | G | N | P | Bp  | Bc  | Diff |
| -- | --------------------------- | --- | -- | - | - | - | --- | --- | ---- |
| 5  | Swift Arnhem                | 19  | 10 | 8 | 0 | 2 | 283 | 241 | 42   |
| 6  | Handbal Houten              | 16  | 10 | 5 | 0 | 5 | 282 | 280 | 2    |
| 7  | OCI Limburg Lions Geleen II | 13  | 10 | 4 | 1 | 5 | 285 | 265 | 20   |
| 8  | RKSV Hercules               | 12  | 10 | 3 | 1 | 6 | 260 | 293 | -33  |
| 9  | HandbaL Venlo               | 11  | 10 | 5 | 0 | 5 | 259 | 269 | -10  |
| 10 | Hellas La Haye              | 10  | 10 | 4 | 0 | 6 | 214 | 235 | -21  |

|  | Relégation |

#### Match pour le maintien
| 30 avril 2016 | WHC Den Haag | 23 - 26 | Hellas La Haye | Sporthal Loosduinen, La Haye |

| 7 mai 2016 | Hellas La Haye | 20 - 17 | WHC Den Haag | Sporthal Hellas, La Haye |

- Hellas La Haye 2 - 0 WHC Den Haag

## Parcours en coupes d'Europe
Le parcours des clubs néerlandais en coupes d'Europe est important puisqu'il détermine le coefficient EHF, et donc le nombre de clubs néerlandais présents en coupes d'Europe les années suivantes.
| Club                     | Compétition         | Tour d'entrée            | Résultat                       | Dernier(s) adversaire(s) | Dernier(s) adversaire(s) | Dernier(s) adversaire(s) | Résultats en phase de groupes | Résultats en phase de groupes | Résultats en phase de groupes | Résultats en phase de groupes | Résultats en phase de groupes | Résultats en phase de groupes |
| Club                     | Compétition         | Tour d'entrée            | Résultat                       | Dernier(s) adversaire(s) | Dernier(s) adversaire(s) | Dernier(s) adversaire(s) | Pts                           | G                             | N                             | P                             | Bp                            | Bc                            |
| ------------------------ | ------------------- | ------------------------ | ------------------------------ | ------------------------ | ------------------------ | ------------------------ | ----------------------------- | ----------------------------- | ----------------------------- | ----------------------------- | ----------------------------- | ----------------------------- |
| OCI Limburg Lions Geleen | Ligue des champions | Tournoi de qualification | 3e du Tournoi de qualification | Elverum Handball         | Elverum Handball         | Elverum Handball         |                               |                               |                               |                               |                               |                               |
| OCI Limburg Lions Geleen | Coupe de l'EHF      | Deuxième tour            | 4e en Phase de groupe          | HBC Nantes               | Frisch Auf Göppingen     | Team Tvis Holstebro      | 0                             | 0                             | 0                             | 6                             | 154                           | 203                           |
| HV KRAS/Volendam         | Coupe de l'EHF      | 1er tour                 | éliminé au 2e tour             | SKA Minsk                | SKA Minsk                | SKA Minsk                |                               |                               |                               |                               |                               |                               |
| HV Fiqas Aalsmeer        | Coupe Challenge     | 2e tour                  | éliminé en 1/4 de finale       | Fyllingen Håndball       | Fyllingen Håndball       | Fyllingen Håndball       |                               |                               |                               |                               |                               |                               |
| JMS Hurry-Up Zwartemeer  | Coupe Challenge     | 1er tour                 | éliminé au 1er tour            | HC Berchem               | HC Berchem               | HC Berchem               |                               |                               |                               |                               |                               |                               |